# لوكهيد كونستليشن
لوكهيد كونستليشن (بالإنجليزية: Lockheed Constellation)‏ هي طائرة ذات أربع محركات مكبسية وصنعت من قبل شركة لوكهيد الأمريكية ، ما بين 1943 و1958 ، وتمتاز الطائرة بتصميم ذيلها الثلاثي وشكل جسمها الذي يشبه الدلفين ، صنع منها 856 طائرة .

## مميزاتها
الخصائص العامة
- الطول:  ()
- باع الجناح:  ()
- الارتفاع:  ()

الأداء